# Tennōki und Kokki
Das Tennōki (jap. 天皇記, dt. „Aufzeichnungen der Tennō“), auch Sumera-mikoto no fumi gelesen, und das Kokki (Kyūjitai: 國記, Shinjitai: 国記, dt. „Aufzeichnungen des Landes“), auch Kokuki und Kuni tsu fumi gelesen, sind altjapanische Geschichtswerke, die um das Jahr 620 von Shōtoku Taishi und Soga no Umako erstellt worden sein sollen. Beide gingen verloren, dienten jedoch als Quelle des Nihonshoki. Sollte es sie wirklich gegeben haben, wären sie fast 100 Jahre älter als das Kojiki.
Das Nihonshoki schreibt zu ihrer Entstehung:

「是歳、皇太子・嶋大臣、共に議りて、天皇記及び國記、臣連伴造國造百八十部[并]て公民等の本記を録す。」

„Kotoshi, Hitsugi no miko Shima no Ōomi tomo ni hakarite Sumera-mikoto no fumi, oyobi Kuni tsu fumi, omi no komuraji tomo no miyatsuko kuni no miyatsuko momo amari yaso tomonowo ahasete ohomitakaradomo no moto tsu fumi wo shirusu.“

„In diesem Jahr, arbeiteten der Kronprinz [Shōtoku Taishi] und Shima no Ōomi [dt. „Minister mit dem Garten“ = Soga no Umako] zusammen an dem Sumera-mikoto no fumi [= Tennōki] und dem Kuni tsu fumi [= Kokki], verfassten die wahre Geschichte des Hofadels.“

Während des Isshi-Zwischenfalls 645 brannte das Anwesen von Soga no Emishi (dem Sohn von Soga no Umako) nieder. Das Nihonshoki schreibt dazu:

「蘇我臣蝦夷等、誅されむとして、悉に天皇記・國記・珍寶を燒く。船史惠尺、即ち疾く、燒かるる國記を取りて、中大兄に奉獻る。」

„Soga no omi Emishi-ra, korosaremutoshite, futsuki ni Sumera-mikoto no fumi Kuni tsu fumi takaramono wo yaku. Fune no Fubito Wesaka, sunahachi toku, yakaruru Kuni tsu fumi wo torite, Naka no Ohoe ni tatematsuru.“

„Als Soga no Emishi dabei war getötet zu werden, brannten das Sumera-mikoto no fumi [= Tennōki], Kuni tsu fumi [= Kokki] und Schätze. Fune no Fubito Wesaka nahm auf der Stelle schnell das brennende Kuni tsu fumi und bot es Naka no Ohoe dar.“

Am 13. November 2005 wurden die Überreste des Anwesens von Soga no Iruka (Emishis Sohn) in Asuka in der Präfektur Nara entdeckt. Diese unterstützen die Beschreibung im Nihonshoki.